# Liviu Comes

Liviu Comes

Liviu Comes (n. 13 decembrie 1918, Șerel, județul Hunedoara - d. 28 septembrie 2004, Cluj-Napoca) a fost un compozitor, muzicolog și profesor universitar român.
Liviu Comes a studiat între 1927 și 1937 la Conservatorul municipal din Târgu Mureș, apoi la Conservatorul din Cluj, unde i-a avut ca profesori pe, printre alții, Sigismund Toduță (compoziție), Iuliu Mureșianu (orchestrație), Antonin Ciolan (dirijat), Ana Voileanu-Nicoară (pian).
Între 1937 și 1943 a studiat medicina la Universitatea din Cluj, iar în paralel a urmat și cursuri de filosofie ale lui D. D. Roșca și de filosofie a culturii ale lui Lucian Blaga.
Din 1950 până în 1969 a predat la Conservatorul din Cluj: armonie, contrapunct, forme muzicale, și a fost prorector (din 1963) și rector (1965-1970).
Din 1970 a fost profesor de contrapunct și fugă la Conservatorul din București, unde a fost și prorector între 1971 și 1981. Din 1979 până în 1981 a fost șef de catedră.
Între 1977 și 1990 a fost secretar la secția de creație didactică și pentru copii la Uniunea Compozitorilor din România.
Din 2009 are loc un concurs de compoziție organizat în cinstea sa de Academia de Muzică Gheorghe Dima din Cluj.

## Compoziții muzicale
- Muzică de cameră (sonate, piese pentru violă, flaut, fagot, trio, cvartet de coarde)
- Muzică vocal-simfonică (oratoriu, cantată);
- Muzică simfonică (Mică serenadă pentru orchestră de coarde, 1980);
- Muzică corală (Liturghia a II-a "Brevis", 1998)
- Piese instrumentale: Miniaturi pentru pian. Vol. I-II, 43 de piese polifonice pe melodii populare românești, Cluj-Napoca: Litogr. Cons., 1968; Primăvara, 30 de cântece pe versuri de poeți clasici și contemporani, București: Ed. Muzicală, 1965)[1][nefuncțională]

## Premii și distincții
- Premiul Academiei Române (1974)
- Premiul Uniunii Compozitorilor (1972, 1976, 1981, 1985, 1987, 1991, 1998)
- Ordinul Muncii clasa a III-a (1965),
- Medalia „Meritul Cultural” clasa I (26 septembrie 1966) „pentru merite deosebite în activitatea literară, artistică și de răspîndire a culturii naționale, cu prilejul Centenarului Academiei Republicii Socialiste România”[3]
- Ordinul Meritul Cultural clasa a III-a (1969)
- Cetățean de onoare al municipiului Cluj (1994)[4]

## Cărți
- Melodica palestriniană, București, 1971
- Lumea polifoniei, București,1984
- Dicționar de termeni muzicali, Editura Științifică și Enciclopedică, 1984, București (coautor)
- Tratat de contrapunct vocal și instrumental, Ed. Muzicală, 1987, București (coautor)